# Beni Chebana
Beni Chebana è un comune dell'Algeria, situato nella provincia di Sétif.